# اونجد سون‌فولد (آلبوم)
اونجد سون‌فولد (به انگلیسی: Avenged Sevenfold) چهامرین آلبومی است که توسط گروه هوی متال آمریکایی اونجد سون‌فولد در ۳۰ اکتبر ۲۰۰۷ منتشر شد. ضبط این آلبوم در شرکت «Warner Bros. Records» و به تهیه کنندگی اعضای گروه اونجد سون فولد انجام شد. این آلبوم مقام چهارم را در بیلبورد ۲۰۰ بدست آورد. در ۲۳ سپتامبر ۲۰۰۷ این آلبوم از شرکت آر آی ای ای رتبه طلا را بدست آورد. این گروه پس از انتشار این آلبوم به مدت ۲ سال تورهای این آلبوم را در سراسر جهان برگزار کردند. این آلبوم آخرین همکاری درامر گروه د ریو بود که در سال ۲۰۰۹ درگذشت..
| بررسی انتقادی    | بررسی انتقادی |
| منبع             | رتبه‌بندی      |
| ---------------- | ------------- |
| آل‌میوزیک         | [ ۲ ]         |
| ای وی کلاب       | (B)           |
| بلندر            | [ ۴ ]         |
| اینترتیمنت ویکلی | (B)           |
| آی‌جی‌ان           | [ ۶ ]         |
| کرنگ!            | 4/5 ستاره     |
| لرد آو متال      | (78/100)      |
| متال همر         | (۸/۱۰)        |
| ان ام ای         | [ ۸ ]         |
| پاپ مترز         | [ ۹ ]         |
| رولینگ استون     | [ ۱۰ ]        |
| اسپاتنیک میوزیک  | [ ۱۱ ]        |

## ترک لیست
| شماره | نام               | مدت  |
| ----- | ----------------- | ---- |
| ۱.    | «ندای بحرانی»     | ۵:۱۵ |
| ۲.    | «تقریبا آسان»     | ۳:۵۴ |
| ۳.    | «جیغ»             | ۴:۴۸ |
| ۴.    | «زندگی پس از مرگ» | ۵:۵۳ |
| ۵.    | «تفنگدار»         | ۴:۱۱ |
| ۶.    | «بی پایان»        | ۵:۱۱ |
| ۷.    | «کوکتل برمتون»    | ۴:۱۳ |
| ۸.    | «گمشده»           | ۵:۰۲ |
| ۹.    | «تکه ای از آسمان» | ۸:۰۰ |
| ۱۰.   | «خدای عزیز»       | ۶:۳۷ |

| ترک اضافی | ترک اضافی                  | ترک اضافی |
| شماره     | نام                        | مدت       |
| --------- | -------------------------- | --------- |
| ۱۱.       | «تقریباً آسان» (ورژن آیتون) | ۳:۵۵      |
| ۱۲.       | «کشور خفاش» (اجرای زنده)   | ۶:۰۴      |
| ۱۳.       | «چند راهه» (ورجن ام وی آی) | ۴:۳۰      |

| ترک‌های اضافی ژاپن | ترک‌های اضافی ژاپن          | ترک‌های اضافی ژاپن |
| شماره             | نام                        | مدت               |
| ----------------- | -------------------------- | ----------------- |
| ۱۱.               | «تقریباً آسان» (اجرای زنده) | ۳:۵۲              |